# AIDA (missione spaziale)
La missione AIDA (in inglese Asteroid Impact & Deflection Assessment) fu una proposta per una missione spaziale dell'Agenzia Spaziale Europea (ESA) in collaborazione con la NASA con l'obiettivo di migliorare e validare la tecnologia necessaria per variare l'orbita di un asteroide in rotta di collisione con la terra sfruttando l'impatto cinetico di un veicolo-proiettile lanciato dalla Terra. 
Il piano originale prevedeva che un veicolo spaziale europeo, l'Asteroid Impact Mission (AIM), operasse in sinergia con un grande impattore della NASA chiamato Double Asteroid Redirection Test (DART) e osservasse gli effetti immediati dell'impatto. L'AIM è stato cancellato nel 2016 a seguito della revisione del budget dell'ESA e, dopo alcuni contraccolpi all'interno dell'agenzia, è stato sostituito nel 2018 con un veicolo spaziale più piccolo chiamato Hera che verrà lanciato nel 2026 per orbitare 65803 Didymos e studiare il cratere appena formato sull'asteroide Dimorphos (satellite di Didymos). Hera schiererà anche due CubeSat europei nello spazio profondo per il rilevamento ravvicinato degli asteroidi Juventas e Milani.
DART ha colpito Dimorphos, l'asteroide satellite di 65803 Didymos, il 26 settembre 2022. Hera arriverà nell'orbita di Didymos nel dicembre 2026, quattro anni e tre mesi dopo l'impatto di DART.

## Origine della missione
La missione nasce come prodotto congiunto di due missioni proposte:
- AIM, Asteroid Impact Mission, dell'ESA;
- DART, Double Asteroid Redirection Test della NASA.

Le due agenzie spaziali hanno convenuto che unire le missioni avrebbe fatto risparmiare i costi e incrementato i risultati scientifici. Verranno mandati ben quattro veicoli spaziali sullo stesso asteroide per questa missione.

## Bersaglio
L'asteroide scelto come obiettivo della missione è 65803 Didymos, scoperto nel 1996 è in realtà un sistema binario di asteroidi formato da Didymos A, che misura circa 800 metri di diametro, e Didymos B, largo 160 metri. La coppia è separata da appena 1,18 km, con l’asteroide minore che ruota intorno al maggiore in poco meno di 12 ore. I due corpi compiono un’orbita completa intorno al Sole in 2,11 anni. La massa complessiva del sistema è di 528 milioni di tonnellate, con una densità media di 1,7 g/cm³ (meno di 1/3 della densità terrestre). Didymos A è un asteroide di tipo S: ha cioè una composizione rocciosa, a base di silicati, con presenza di metalli. La composizione di Didymos B è per il momento sconosciuta.
La scelta è ricaduta su questa coppia di asteroidi perché è molto più facile verificare l’effetto di una minima variazione orbitale su un sistema binario piuttosto che su un oggetto singolo: lo studio preliminare ha stimato, infatti, che, dopo l’impatto della sonda DART su Didymos B, il più piccolo dei due asteroidi, ci sarebbe stato un cambiamento di 4,4 minuti nel periodo del sistema binario. 
Nel 2022 sono passati a soli 0,11 UA dalla Terra consentendo al momento dell'impatto un'ottima possibilità di osservazione radio dalla Terra. Nell'ottobre del 2022 la NASA ha comunicato che la missione è stata un completo successo, poiché il periodo orbitale del satellite è diminuito a 11 ore e 23 minuti, 32 minuti meno che in precedenza.

## Obiettivi scientifici
La missione sarà la prima della storia dell'umanità ad alterare l'equilibrio del sistema solare, cambiando l'orbita di due corpi celesti. Tra gli obiettivi, oltre a quelli scientifici comuni a molte missioni spaziali, come lo studio geologico di un asteroide, c'è anche la dimostrazione della possibilità di difesa planetaria da un evento di impatto astronomico con gravi conseguenze per la Terra.